# Ross Spano

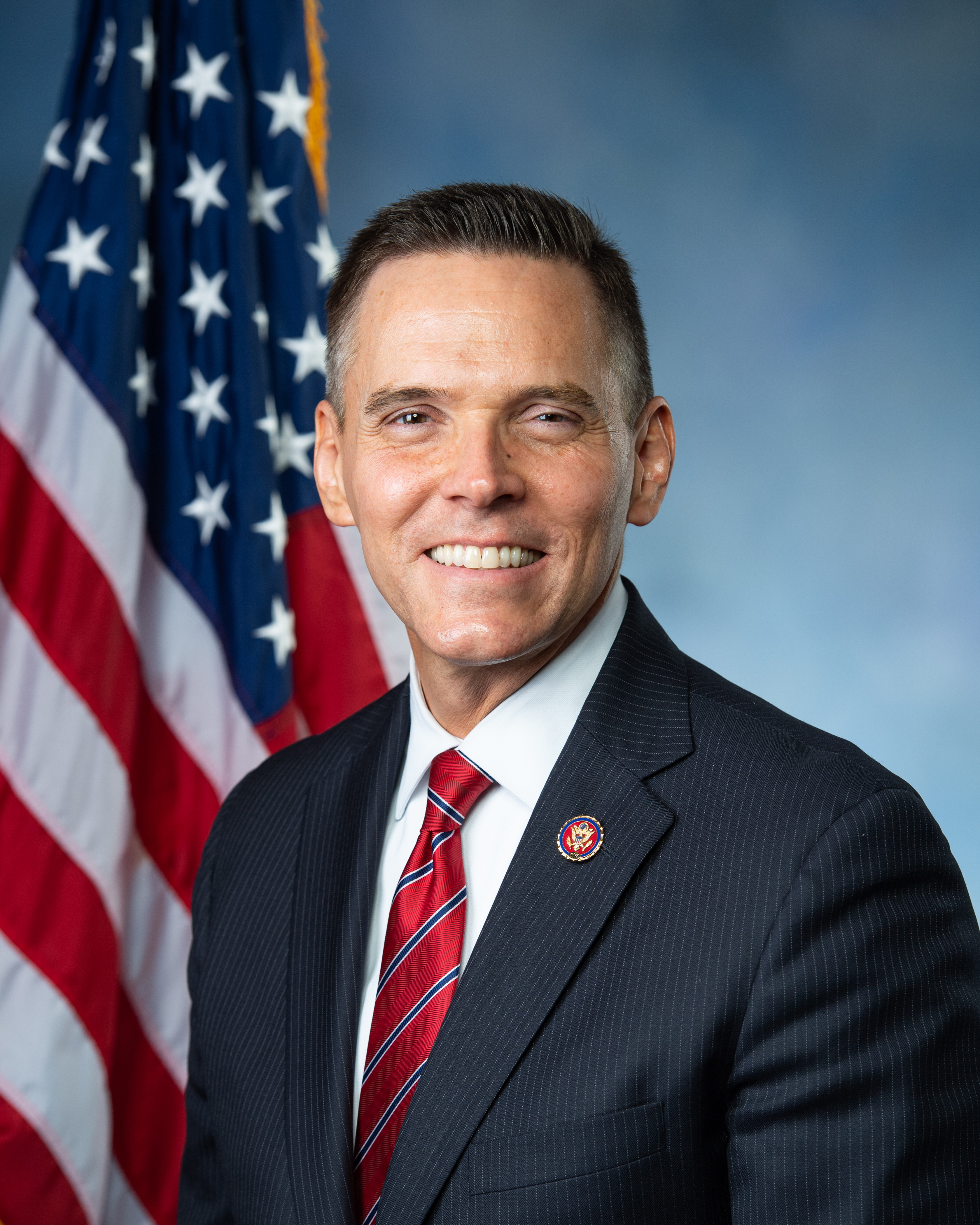
Ross Spano (2019)

Vincent Ross Spano (* 16. Juli 1966 in Tampa, Florida) ist ein US-amerikanischer Politiker (Republikanische Partei). Vom 3. Januar 2019 bis zum 3. Januar 2021 war er Abgeordneter aus dem Bundesstaat Florida im Repräsentantenhaus der Vereinigten Staaten. Zuvor gehörte er von 2012 bis 2018 dem Repräsentantenhaus von Florida an.

## Leben
Ross Spano ist der Sohn von Patricia und Frank Spano. Sein Vater war im Bauwesen tätig. Nach dem Besuch der Highschool in Brandon schrieb sich Ross Spano an der University of South Florida in seinem Geburtsort Tampa ein und erwarb dort 1984 den Bachelor of Arts. Es folgte 1998 der Juris Doctor vom College of Law der Florida State University in Tallahassee. Er begann danach als Rechtsanwalt in seiner eigenen privaten Praxis zu arbeiten. Spano ist verheiratet und Vater von vier Kindern.
Im Jahr 2012 schlug er eine politische Laufbahn ein und bewarb sich erfolgreich um ein Mandat im Repräsentantenhaus von Florida. Dort vertrat er in drei Legislaturperioden den 59. Wahldistrikt des Staates. 2018 strebte er dann einen Sitz im Kongress der Vereinigten Staaten an. Im 15. Kongresswahlbezirk Floridas trat der republikanische Abgeordnete Dennis A. Ross nicht zur Wiederwahl an, woraufhin sich mehrere Parteikollegen in der Primary um dessen Nachfolge bemühten. Spano setzte sich mit 44 Prozent der Stimmen vor Neil Combee, ebenfalls Abgeordneter im Repräsentantenhaus von Florida, durch. Anschließend gewann er bei der Kongresswahl mit einem Stimmenanteil von 53 Prozent gegen die Demokratin Kristen Carlson.
Am 3. Januar 2019 trat Spano sein Mandat in Washington, D.C. an. Er wurde Mitglied im Ausschuss für Verkehr und Infrastruktur und im Ausschuss für Kleinunternehmen. Als seine politischen Schwerpunkte bezeichnete er die Verhinderung von Menschenhandel, den Einsatz für die Lebensrechtsbewegung, die Unterstützung von Veteranen und Kleinunternehmen, die Begrenzung von Regierungseingriffen, die Aufrechterhaltung des zweiten Verfassungszusatzes sowie generell den Kampf für konservative Werte.
Im Vorfeld der Kongresswahlen 2020 verlor Spano in der republikanischen Primary mit 49:51 Prozent der Stimmen gegen Scott Franklin. Somit musste er am 3. Januar 2021 aus dem Repräsentantenhaus der Vereinigten Staaten ausscheiden.